# Ново-Платонівський заказник
Ново-Платонівський — ентомологічний заказник місцевого значення. Об'єкт розташований на території Борівського району Харківської області, село Новоплатонівка.
Площа — 4 га, статус отриманий у 1984 році.
Охороняється ділянка природної рослинності у заплаві річки Яр Лиманський. Місце поселення рідкісних степових комах, серед яких трапляються занесені до Червоної книги України: вусач-коренеїд хрестоносець, дибка степова, рофітоїдес сірий, джміль глинистий.